# Beschweren (Textil)
Beschweren hat in der Textiltechnik zwei Bedeutungen, wobei die einfache Ablagerung der verschiedenen Substanzen auf der Faseroberfläche eigentlich als Beschweren bezeichnet wird, das Eindringen  in den entbasteten Seidenraupenfaden als Erschweren.

## Beschweren von Naturseide
Durch Beschweren, meist als Erschweren bezeichnet, wird der bei Naturseide entstandene Gewichtsverlust durch Metallsalze wieder aufgefüllt.

## Beschweren von sonstigen Geweben
Bei den meist nicht waschfesten Appreturen von Baumwoll- und Viscose-Geweben wird durch Beschweren der Stoffgriff verbessert und ein schwereres oder dichteres Gewebe vorgetäuscht. Dies geschieht durch Auffüllen mit Leim- oder Stärkepräparaten oder mit organischen Kolloiden. Diese Technik war jedoch bereits in den 1990er Jahren von stark rückläufiger Bedeutung.